# Arrhenosphaera
Arrhenosphaera is een monotypisch schimmelgeslacht van de familie Ascosphaeraceae van de ascomyceten. Het bevat alleen Arrhenosphaera craneae.